# 横畑泰志
横畑 泰志（よこはた やすし、1960年 - ）は、日本の哺乳類学者。学位は、獣医学博士（北海道大学）。富山大学理学部生物圏環境科学科生物圏機能教授。

## 人物
1960年大阪府出身。1983年岐阜大学農学部獣医学科卒業、1985年岐阜大学大学院農学研究科修了、1989年北海道大学（博士）獣医学研究科形態機能学専攻修了。学位は、獣医学修士（岐阜大学）、獣医学博士（北海道大学）。日本哺乳類学会理事（和文誌編集委員長）。哺乳類を中心とした環境保全科学：モグラ類を中心とする哺乳類の形態・生態・行動学や，哺乳類・鳥類に寄生する線虫などの寄生生物の分類や生態、それらを基礎とした野生動物や自然環境の保護について研究している。在野の研究者であった湯川仁とモグラ博物館について紹介をおこなった。
1989年、北海道大学より獣医学博士の学位を取得。
2010年、富山県魚津市三ヶのミラージュランドにおいてアズマモグラの巣材からワラジムシを採取、布村昇により新種Lucasioides yokohatai（和名：ヨコハタモグラワラジムシ）として記載された。

## 著書
- 横畑泰志 (1998), “モグラ科動物の生態”, in 阿部永; 横畑泰志, 食虫類の自然史, 庄原市: 比婆科学教育振興会, ISBN 4916116054

- 横畑泰志; 中村慎吾（編著） (1999), Symposium on the Biology of Insectivores in Japan and on the Wildlife Conservation, ed., Recent advances in the biology of Japanese insectivora : proceedings of the Symposium on the Biology of Insectivores in Japan and on the Wildlife Conservation, Hiba Society of Natural History, ISBN 084512627X

## 出演

### テレビ
- 超人女子戦士 ガリベンガーV（2022年5月5日、テレビ朝日）[7]。

## 論文
- 国立情報学研究所収録論文 国立情報学研究所

- Kitamura, E., 横畑泰志, Suzuki, M.; Kamiya, M. (1997). Metazoan parasites of sika deer from east hokkaido, japan and ecological analyses of their abomasal nematodes. Journal of Wildlife Diseases, 33(2), 278-284.

- Matsuzaki, T., Matsuzaki, K., 横畑泰志, Ohtsubo, R., Kamiya, M.; Yates, T. L. (1994). Breeding of the northern grasshopper mouse (onychomys leucogaster) as a laboratory animal. Jikken Dobutsu.Experimental Animals, 43(3), 395-401.

- Matsuzaki, T., 横畑泰志, Kamiya, M.; Yates, T. L. (1994). Laboratory rearing of a hibernating animal, pocket mouse (perognathus flavus). Jikken Dobutsu.Experimental Animals, 43(3), 421-425.

- MORIBE Junji; 横畑泰志 (2011), “Mixed distribution ofMogera imaizumii and Mogera woguraalogical Society of Japan”, Mammal study (日本哺乳類学会) 36 (3):  135-139.

- TSUCHIHASHI Akiteru; TAMATE Hidetoshi; 横畑泰志 (2011), “Frequent occurrence of partial albinism in lesser Japanese moles (Mogera imaizumii) on Kinkazan Island, Miyagi Prefecture, northeastern Japan”, Mammal study (日本哺乳類学会) 36 (3):  141-146
- 横畑泰志, 阿部永, Jiang, Y. P.; Kamiya, M. (1989). Gastrointestinal helminth fauna of japanese moles, mogera spp. Japanese Journal of Veterinary Research, 37(1), 1-13.
- 横畑泰志, 阿部永; Kamiya, M. (1988). Redescription and multivariate morphometrics of moguranema nipponicum yamaguti, 1941. Japanese Journal of Veterinary Research, 36(3-4), 223-233.
- 横畑泰志, Fujita, O., Kamiya, M., Fujita, T., Kaneko, K.; Ohbayashi, M. (1990). Parasites from the asiatic black bear (ursus thibetanus) on kyushu island, japan. Journal of Wildlife Diseases, 26(1), 137-138.
- 横畑泰志, Jiang, Y. P., 阿部永; Ohbayashi, M. (1988). Pseudoparasitism by thelastomatidae nematodes in moles, mogera spp., in japan. Japanese Journal of Veterinary Research, 36(1), 53-67.
- 横畑泰志; 杉村誠; 鈴木義孝; 中村孝雄; 阿閉泰郎 (1985), “雌ニホンカモシカ眼窩下洞腺の脂腺における組織学ならびに脂質分析に関する二,三の知見”, 岐阜大学農学部研究報告 (岐阜大学農学部) 50:  185-191, ISSN 00724513

- 横畑泰志; 相良直彦 (1995), “ミズラモグラEuroscaptor mizuraの寄生線虫類〔英文〕”, 富山大学教育学部紀要. B, 理科系 (富山大学教育学部) 47:  19-25, ISSN 02859610, NAID 110000292464

- 横畑泰志 (1997), “コホート分析法を用いた広島県比和町産コウベモグラ個体群構造の分析”, 富山大学教育学部紀要. B, 理科系 (富山大学教育学部) 49:  47-54

- 横畑泰志 (1999), “判別関数を用いた日本産モグラ属化石の種の推定の一例”, 富山大学教育学部紀要 (富山大学教育学部) 53:  37-43

- 横畑泰志; 横田昌嗣 (2000), “尖閣諸島魚釣島の野生化ヤギ問題について”, 野生生物保護 (野生生物保護学会) 5 (1-2):  1-12, doi:10.20798/wildlifeconsjp.5.1-2_1, NAID 110001817089

- 横畑泰志 (2000), “神奈川県相模原ゴルフクラブ産アズマモグラの齢構成”, 富山大学教育学部紀要 (富山大学教育学部) 54:  161-169

- 横畑泰志 (2000), “25. 頭骨多変量形態分析によるセンカクモグラの分類学的位置づく検討(予報)(日本動物分類学会第36回大会講演抄録)”, タクサ: 日本動物分類学会誌 (日本動物分類学会) 9:  39-40, NAID 110002537920
- 横畑泰志 (2003), “大会シンポジウム報告、「哺乳類の目と目名」企画趣旨と報告”, 哺乳類科学 (日本哺乳類学会) 43 (1):  67
- 横畑泰志; Ikeda Yukio; Yokota Masatsugu; Ishizaki Hideharu (2003), “The effects of introduced goats on the ecosystem of Uotsuri-jima, Senkaku Islands, Japan, as assessed by remote-sensing techniques”, Biosphere conservation : for nature, wildlife, and humans (野生生物保護学会) 45 (1):  39-46, NAID 110001817345
- 日本哺乳類学会 種名・標本検討委員会 目名問題検討作業部会（部会長、横畑泰志） (2003), “哺乳類の高次分類群および分類階級の日本語名称の提案について”, 哺乳類科学 (日本哺乳類学会) 43 (2):  127-134
- 横畑泰志 (2004), “私の大学院時代(1)獣医学から自然史科学へ--紆余曲折の野生動物学”, 日本の科学者 (日本科学者会議) 39 (1):  24-29
- 横畑泰志 (2004), “領有権問題と野生生物保護--特に尖閣諸島魚釣島の野生化ヤギ問題を中心に”, 日本の科学者 (日本科学者会議) 39 (4):  208-213
- 横畑泰志 (2005), “野生動物に見られる寄生生物の保全に向けて”, ワイルドライフ・フォーラム (野生生物保護学会) 10 (2):  27-37
- 横畑泰志 (2006), “ツキノワグマの出没問題とクマ類の保護に関する論議”, 日本の科学者 (日本科学者会議) 41 (1):  31-35
- 横畑泰志; 川田伸一郎; 一柳英隆 (2008), “増補版食虫類の自然史7. : カワネズミの生態と保全 最近の知見”, 哺乳類科学 (日本哺乳類学会) 48 (1):  175-176
- 横畑泰志; 横田昌嗣; 太田英利 (2009), “尖閣諸島魚釣島の生物相と野生化ヤギ問題”, IPSHU研究報告シリーズ (広島大学平和科学研究センター) 42:  307-326
- 横畑泰志 (2011), “湯川仁と「モグラ博物館」”, 哺乳類科学 (日本哺乳類学会) 51 (2):  381-385